# Botryobasidium croceum
Botryobasidium croceum ist eine Ständerpilzart aus der Familie der Traubenbasidienverwandten (Botryobasidiaceae). Sie bildet resupinate, spinnwebartige Fruchtkörper aus, die auf Totholz wachsen. Botryobasidium croceum besitzt ein Artareal, das Nordamerika, Südamerika und Westafrika umfasst. Die Anamorphe der Art ist unter dem Namen Haplotrichum croceum bekannt.

## Merkmale

### Makroskopische Merkmale
Botryobasidium croceum besitzt hell bis hellrosa sandfarbene, gespinstartige Fruchtkörper, die resupinat (also vollständig anliegend) auf ihrem Substrat wachsen und unter der Lupe leicht netzartig erscheinen.

### Mikroskopische Merkmale
Wie bei allen Traubenbasidien ist die Hyphenstruktur von Botryobasidium croceum monomitisch, besteht also nur aus generativen Hyphen, die sich rechtwinklig verzweigen. Die Basalhyphen sind hyalin, meist 7,5–11 µm breit und nicht inkrustiert. Die bis zu 12,5 µm dicken Subhymenialhyphen sind hyalin, kurzzellig, dünnwandig und cyanophil. Die Art verfügt nicht über Zystiden oder Schnallen. Die zwei- bis sechssporigen Basidien der Art wachsen in Nestern, werden 12,5–17,5 × 8,5–12,5 µm groß, sind zunächst kugelig, später birnen- bis eiförmig und an der Basis einfach septiert. Die Sporen sind äußerst variabel geformt und 8–12 × 4,5–6 µm groß. Sie sind glatt und dünnwandig und besitzen einen deutlichen Fortsatz.

## Verbreitung
Die bekannte Verbreitung von Botryobasidium croceum umfasst das südliche Nordamerika, die Karibik, Südamerika sowie den Westen Afrikas.

## Ökologie
Botryobasidium croceum ist ein Saprobiont, der Totholz besiedelt. Das genaue Substratsspektrum dieser Traubenbasidie ist nicht näher bekannt.